# Moulin de Bagas
Le moulin de Bagas est un moulin hydraulique situé sur la commune de Bagas, dans le département de la Gironde, en France.

## Localisation
Le moulin se trouve à environ 200 mètres au nord du bourg, sur la rivière du Dropt, un affluent de rive droite de la Garonne.

## Historique et description
Le moulin a été construit sur un îlot au milieu du Dropt et son pavillon d'entrée se trouve en rive gauche.
Ayant appartenu au XVe siècle à une confrérie religieuse de La Réole, le bâtiment est aujourd'hui désaffecté et la propriété d'une personne privée. Il est inscrit au titre des monuments historiques par arrêté du 7 janvier 1926.
| - Moulin de Bagas, gravure de Léo Drouyn. |

La description de Léo Drouyn :
« 
Pendant le Moyen Âge, les campagnes de la Guienne, parcourues dans tous les sens par les hommes d'armes et les soudoyés de la France, de l'Angleterre et des seigneurs, presque toujours en guerre avec leurs voisins, — traversées chaque jour par des bandes de malfaiteurs que ne pouvait réprimer la police si mal organisée à cette époque, — auraient été dévastées à tout moment si elles n'avaient pourvu à leur défense particulière, si elles ne s'étaient couvertes de petites forteresses capables de résister à un coup de main.
Outre les villes, dont les enceintes étaient presque toujours très-importantes, les châteaux capables de soutenir victorieusement de longs sièges dirigés par d'habiles capitaines commandant à de nombreuses troupes, les monastères qui s'entouraient d'épaisses murailles percées de meurtrières et couronnées de créneaux, les églises qui devenaient souvent le dernier refuge des habitants des villages, — les fermes, enfin, étaient de véritables forteresses, et les moulins, à cheval sur les cours d'eau, pouvaient résister, comme les châteaux, à de vigoureuses attaques ; ils étaient, d'ailleurs, presque toujours placés assez près des forteresses ou des monastères auxquels ils appartenaient ; quelquefois même ils étaient enveloppés par l'enceinte des villes ou des châteaux. Ces intéressants monuments ont été jusqu'à présent fort peu remarqués.
Lorsqu'on ne s'occupait que d'archéologie grecque, romaine ou celtique, on décrivait et mesurait avec soin une meule de moulin à bras, mais on ne disait rien de ces petites usines qui depuis sept et huit cents ans n'ont cessé de fonctionner. Il est vrai qu'alors on ne les voyait pas. Depuis qu'on s'est aperçu qu'il y avait en France d'autres monuments que les restes des amphithéâtres et des temples du Peuple-Roi, on a été tellement ébloui par la merveilleuse beauté des hautes cathédrales qui dominent les villes, des grandes abbayes qui embellissent les campagnes après les avoir civilisées, des vastes châteaux et de leurs grosses tours, que les petits moulins situés à leurs pieds n'ont pu même, par leur tic-tac monotone, attirer l'attention. La Gironde possède une assez grande quantité de ces moulins fortifiés ; tous ressemblent à des donjons isolés, et quelques-uns sont placés dans des positions qui devaient être considérées comme très-fortes à l'époque ou ils furent construits. Tel est celui de Bagas (Planche XI), situé sur le Dropt, à quelques centaines de mètres au nord de l'église.
En 1436, cent vingt ans environ après sa construction, il fut donné par Henri VI, roi d'Angleterre, à Pierre Durant, écuyer : « Pro Petro Durant, armigero, habendo possessionem loci de Gironde et molendinorum de Bagatz (Rôles Gascons). »
En 1488, les prébendes de l'église paroissiale et collégiale de La Réole furent institués par Gailhard Andrieu, archidiacre de Blaye, chanoine de l'église Saint-Seurin de Bordeaux, trésorier et chanoine de celle de Saint-Michel de La Réole, recteur et archiprêtre de Monségur, et seigneur du Grand-Lynas, en la seigneurie et paroisse de Blanquefort. II donna pour cette fondation une partie de ses propriétés, entre autres le moulin à eau de Bagas.
En 1646, messire Mathieu de Majance, écuyer, conseiller, maître d'hôtel ordinaire du Roi, était seigneur de la maison noble et du moulin de Bagas.
Le 20 juin 1663, François de Morin, seigneur du Sendat, agissant au nom de Monseigneur de Bouillon et d'Albret, reçut hommage de Mathieu de Majance, pour le moulin à eau et battant de Bagas. Même hommage au duc de Bouillon, rendu par Pierre de Majance, du moulin noble à eau et battant de Bagas.

|  |

Ce moulin se compose d'une tour à peu près carrée, contenant deux étages planchéiés au-dessus du rez-de-chaussée. À partir du sol du second étage, quatre échauguettes octogones empâtent les angles du moulin. L'une d'elles renferme un escalier à vis qui conduisait sur les chemins de ronde, au sommet des courtines.
On entre dans le rez-de-chaussée par deux portes ogivales, l'une au levant, l'autre au couchant ; cette salle est, en outre, éclairée par six meurtrières assez larges. Les étages supérieurs sont garnis de meurtrières en croix, et, de plus, éclairés par des fenêtres géminées, subtrilobées et renfermées dans un riche encadrement rectangulaire, les échauguettes sont également garnies de meurtrières.
On entre dans le premier étage par une porte ogivale percée au sud au bout d'un pont en bois qui traverse un bras du Drot converti en prise d'eau. On arrive au rez-de-chaussée par un pont-levis (K) qui traverse l'écluse.
Tout cela, comme on le voit par la planche XI, est d'un aspect extrêmement pittoresque ; malheureusement, le couronnement n'existe plus.
Voici le plan du rez-de-chaussée et de son entourage. Deux éperons fort aigus (A et N) coupent le courant et dirigent les eaux dans deux vannes ; les embouchures d'aval sont formées chacune de deux ouvertures à linteau sur consoles ; une meurtrière, percée au-dessous du rez-de-chaussée, protège chaque embouchure. Le Dropt ayant été canalisé, une écluse passe au sud du moulin. Le déversoir est en I.
L'intérieur du rez-de-chaussée a été dénaturé, mais rendu plus commode par la pose d'un dallage qui recouvre les roues ; ce dallage est plus élevé du côté de l'ouest. On entrait jadis dans le soubassement où se meuvent les roues par une porte ogivale à l'ouest (E) ; celle du rez-de-chaussée est également ogivale et placée au milieu de la façade orientale.
Primitivement, l'accès de ces portes était fort difficile, et le serait encore si le pont K n'existait pas. Pour arriver jusqu'à elles, il fallait traverser un large bras du Dropt au sud, ou le Dropt lui-même au nord. Si l'on prenait la première route, on ne pouvait, après avoir traversé le bras de la rivière, parvenir à la porte E qu'en passant sous les défenses supérieures, et si l'on s'éloignait des murs, on recevait les flèches et carreaux lancés des meurtrières. La difficulté était la même si l'on choisissait la porte orientale ; mais, comme il fallait passer près des murs, il est fort probable que le pont F était en bois au lieu d'être en pierre, et pouvait être facilement enlevé. Si l'on prenait la seconde route, il fallait traverser la rivière, puis s'établir sur une petite île (L) au nord du moulin, et de là les mêmes difficultés que celles signalées plus haut se présentaient pour arriver aux portes. Le petit escalier placé extérieurement contre l'angle nord-est sert à passer sur l'île. Un autre escalier, dans l'intérieur, conduit au premier étage. Tous deux me paraissent modernes.

| - Plan premier étage |

| - Plan second étage |

La communication se faisait autrefois au moyen d'une échelle, de sorte qu'en supposant le rez-de-chaussée enlevé par les assaillants, le premier étage pouvait encore tenir longtemps ; sa porte était et est encore au bout d'un pont en bois qui pouvait facilement être enlevé lorsque le moulin était assiégé.
Cette porte (V) du premier étage, dont voici le plan, est extérieurement à linteau droit soulagé par un arc ogival ; en dedans, elle est en cintre bombé. Cet étage était muni de latrines (L) placées en encorbellement au-dessus d'une des embouchures d'aval, de trois fenêtres (III), de trois meurtrières et d'un évier (E). Une porte (F) a dû servir à passer sur une galerie extérieure soutenue par des corbeaux encore en place. Dans les angles, on aperçoit les arcs de décharge qui supportent les échauguettes.
Le second étage est de beaucoup le plus intéressant. On y arrive par un escalier en bois appuyé contre le mur occidental, il est éclairé par quatre fenêtres semblables à celles de l'étage inférieur, c'est-à-dire à deux baies ogivales, subtrilobées, avec de larges embrasures en cintre bombé et munies de deux bancs. Les meurtrières, très-évasées à l'intérieur, ont leurs embrasures d'une seule venue. Cet étage était muni d'une cheminée qui cependant est moderne ; mais il est probable qu'elle en remplace une ancienne. C'est de là seulement que prennent les échauguettes, qui donnent tant de pittoresque au moulin ; on y pénètre par de petites portes rectangulaires percées dans un mur étroit qui coupe l'angle de la chambre de manière à lui donner la forme d'un octogone. L'intérieur des échauguettes est circulaire, et leurs meurtrières ont la forme de celles de l'étage dont l'échauguette fait partie.
On voit encore, à l'intérieur, des corbeaux destinés à appuyer les poutres du plancher ou les jambettes de la charpente ; d'autres corbeaux, à l'extérieur, ont peut-être servi à établir des hourds, et alors le couronnement aurait eu des créneaux, mais pas de mâchicoulis.
Si l'on faisait une restauration intelligente de ce moulin, ce serait certainement un des plus jolis monuments de la Gironde.
 »

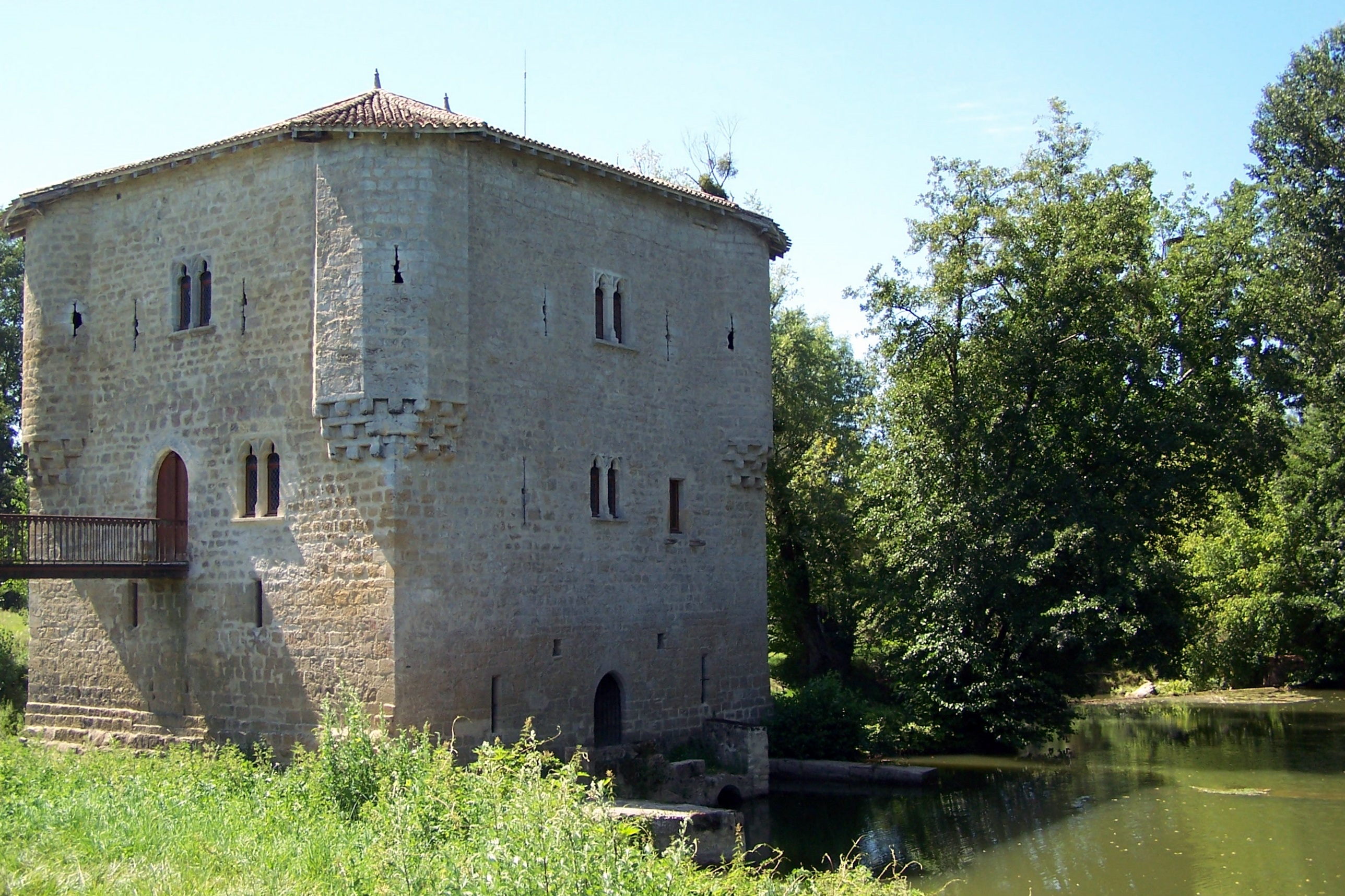
La façade est et amont du moulin et le Dropt (août 2011)
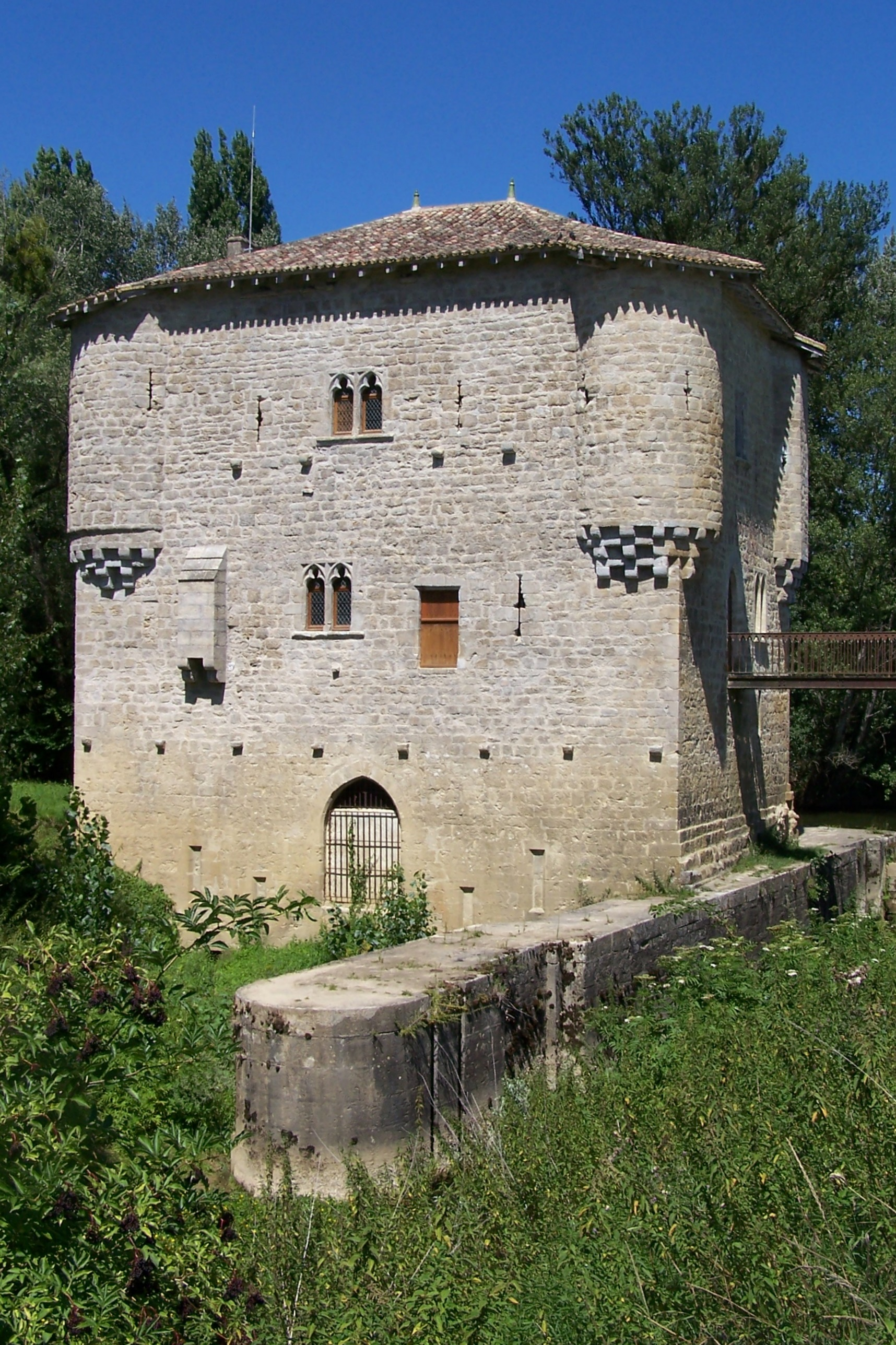
La façade ouest et aval (août 2011)
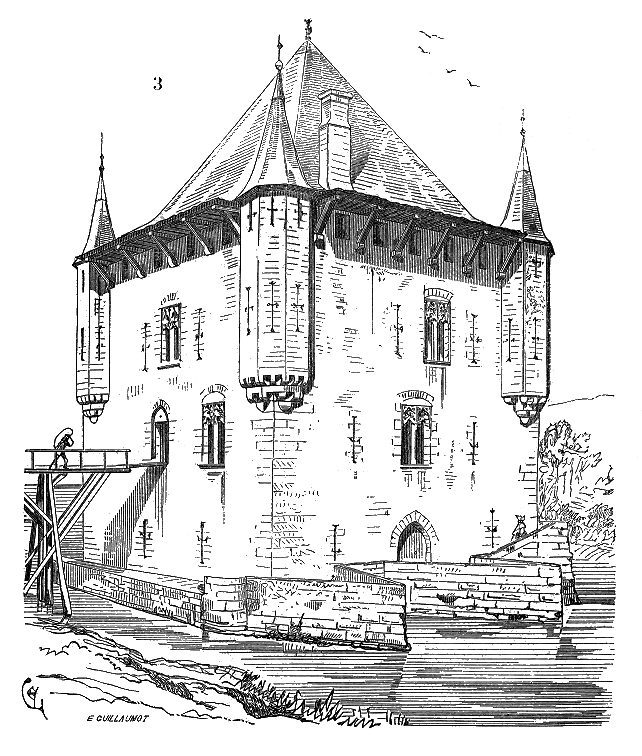
Gravure d'Eugène Viollet-le-Duc
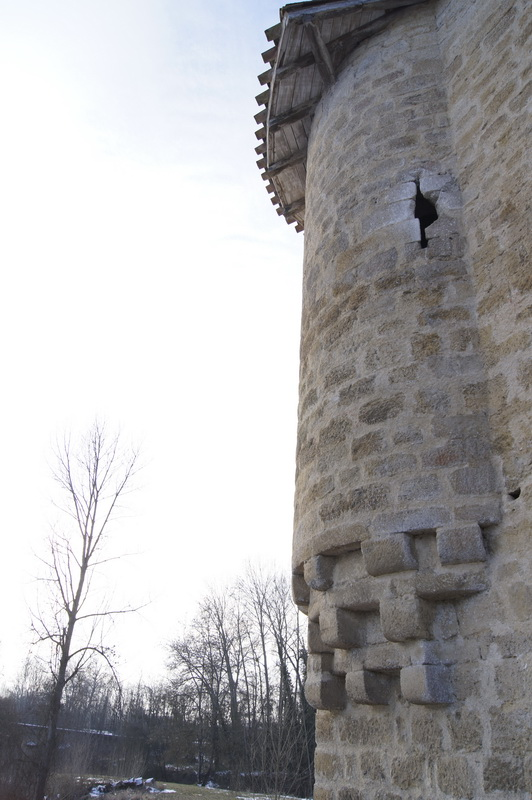
Détail (fév. 2012)
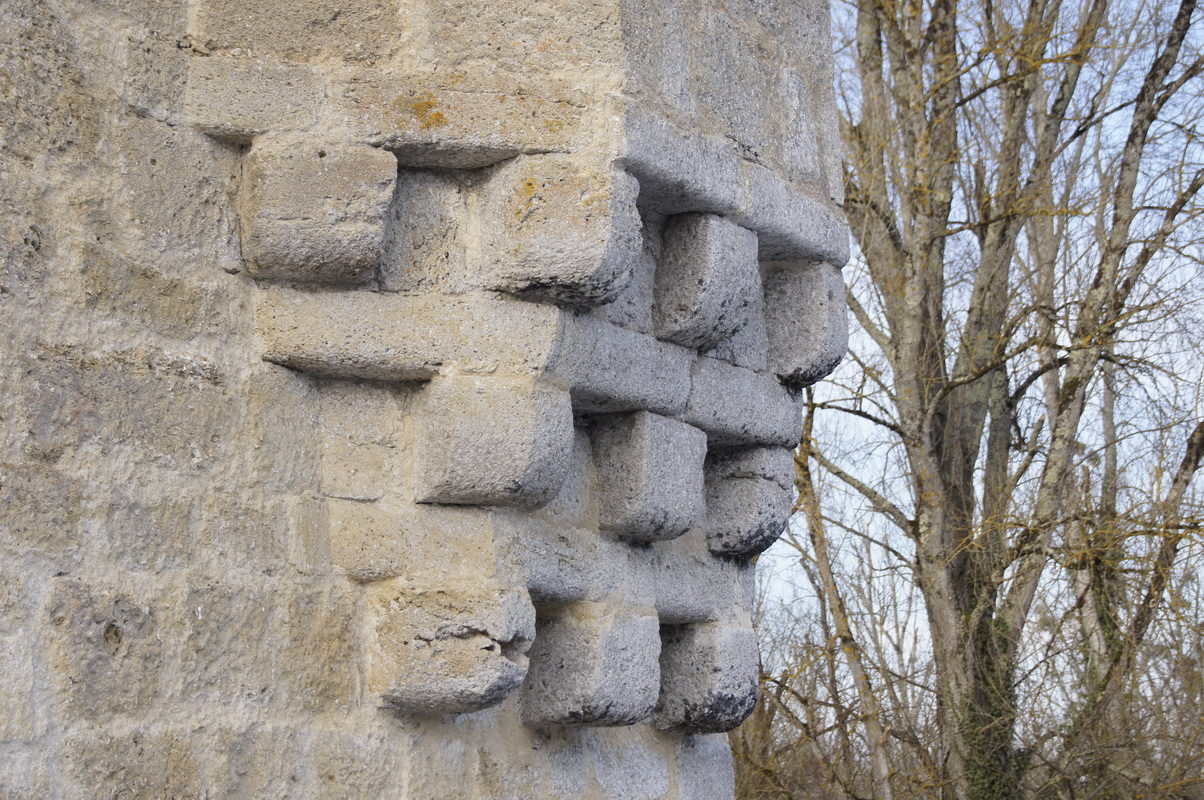
Détail (fév. 2012)